# Ruppiner Straße (Berlin)
Die Ruppiner Straße liegt in den Berliner Ortsteilen Gesundbrunnen und Mitte des gleichnamigen Bezirks.

## Name
Sie ist benannt nach dem Ruppiner Land, einer historischen Landschaft im Bundesland Brandenburg. Im seinerzeitigen Hobrecht-Plan hieß sie Straße 39.

## Lage
Der südliche Teil bis zur Bernauer Straße liegt im Planungsraum Arkonaplatz der Bezirksregion Brunnenstraße Süd im Ortsteil Mitte.
Der nördliche Teil liegt im Planungsraum Brunnenstraße der Bezirksregion Brunnenstraße Nord im Ortsteil Gesundbrunnen.

## Verlauf
Die Straße verläuft in Südost-Nordwest-Richtung von der Anklamer Ecke Granseer Straße am Arkonaplatz bis zur Demminer Straße.

## Abschnitte

### Granseer Straße – Arkonplatz
In diesem Abschnitt befindet sich die Schule am Arkonaplatz, die ein Kulturdenkmal ist.

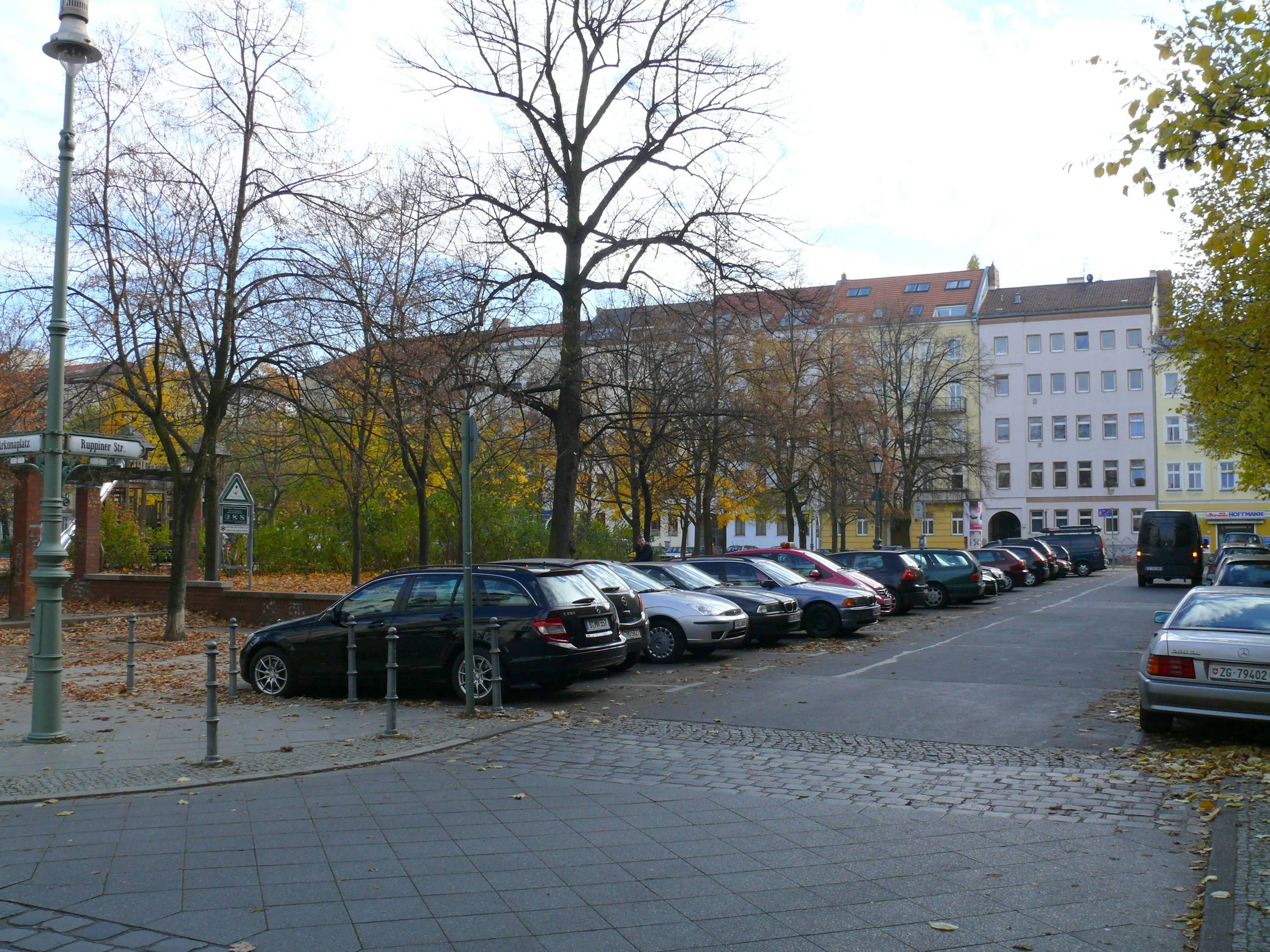
Ruppiner Straße am Arkonaplatz, Richtung Süden, Ostseite
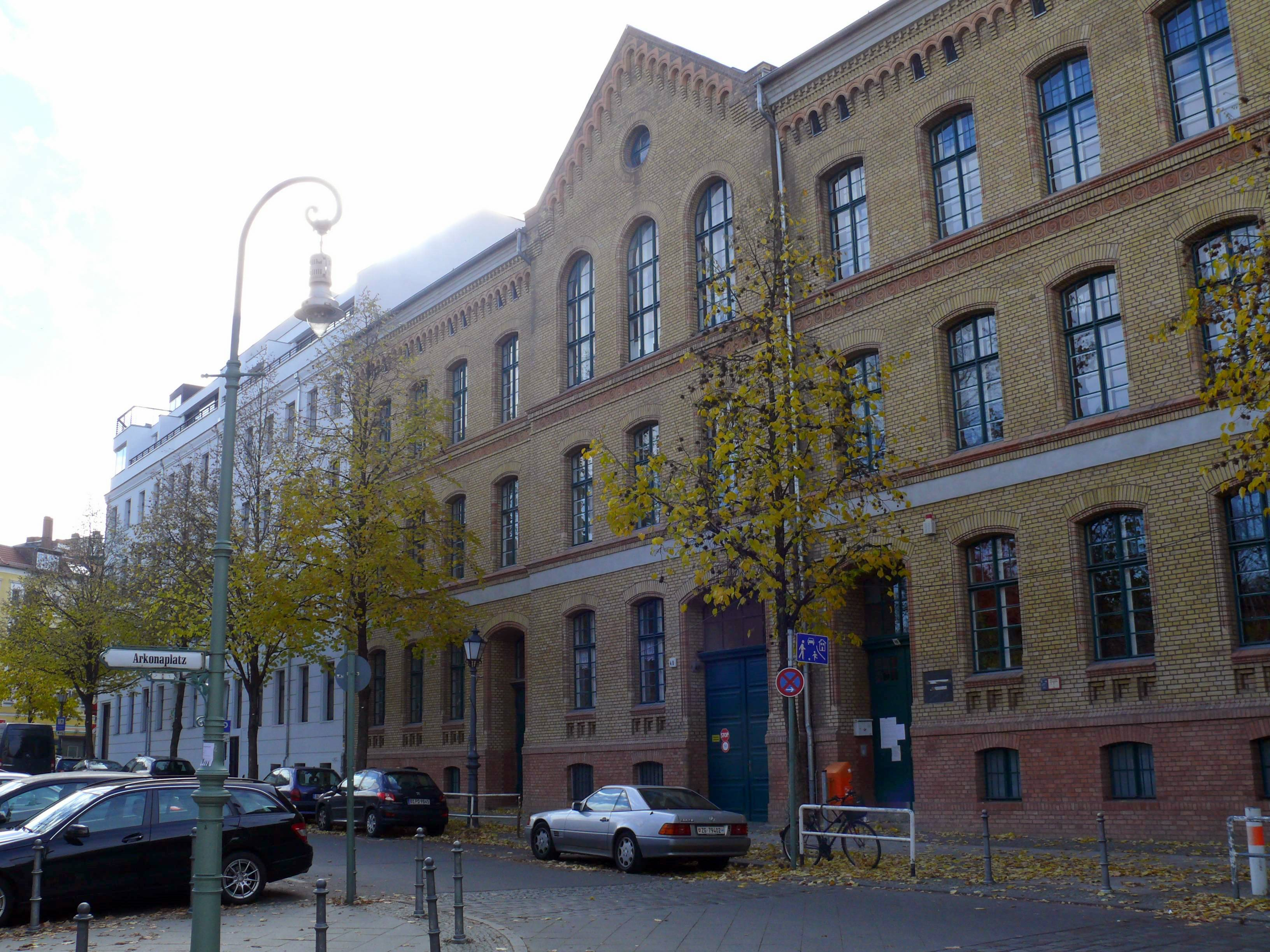
Ruppiner Straße am Arkonaplatz, Richtung Süden, Westseite, Grundschule am Arkonaplatz

### Arkonaplatz – Rheinsberger Straße

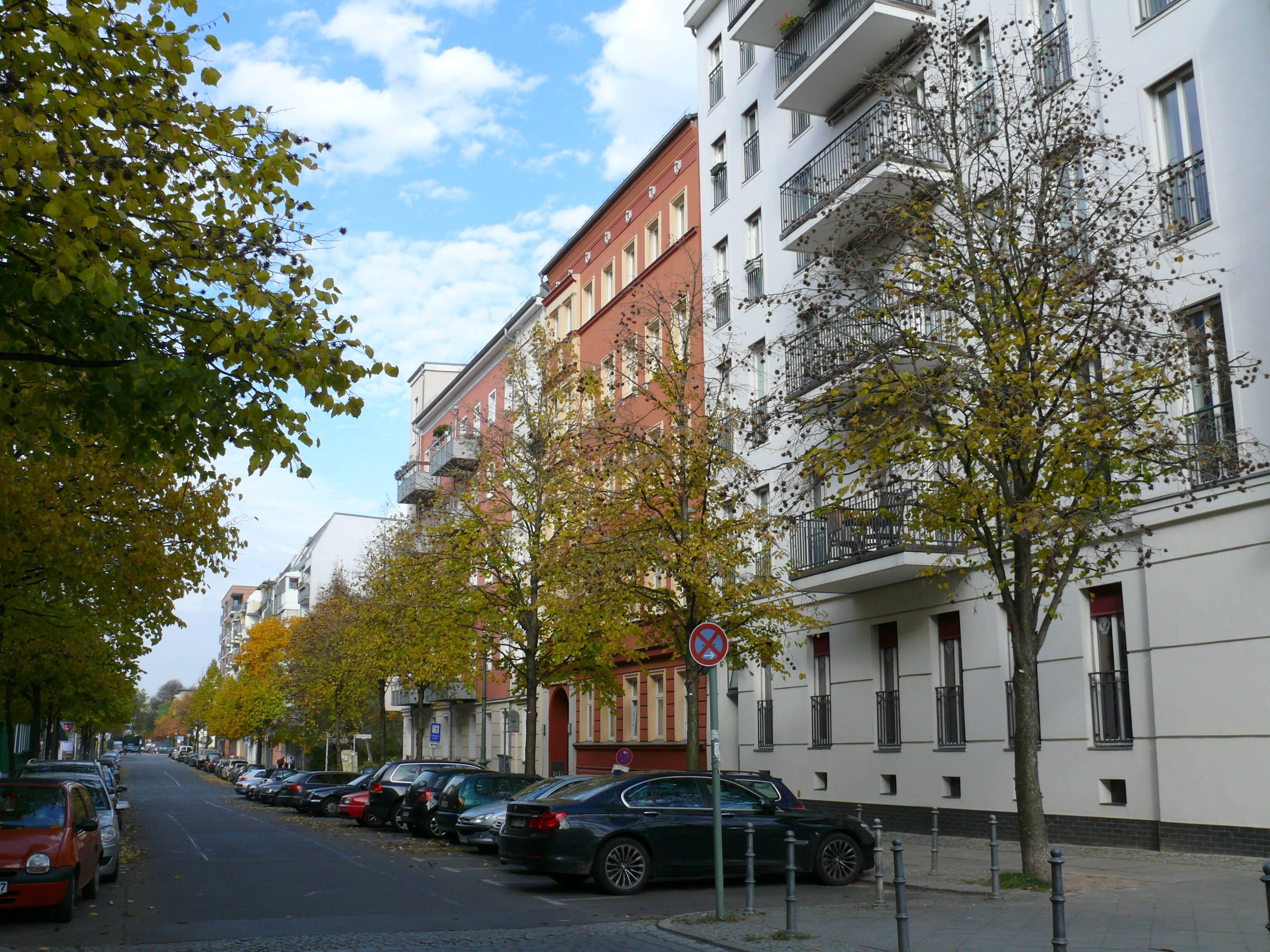
Höhe Arkonaplatz, Richtung Norden

### Rheinsberger Straße – Schönholzer Straße

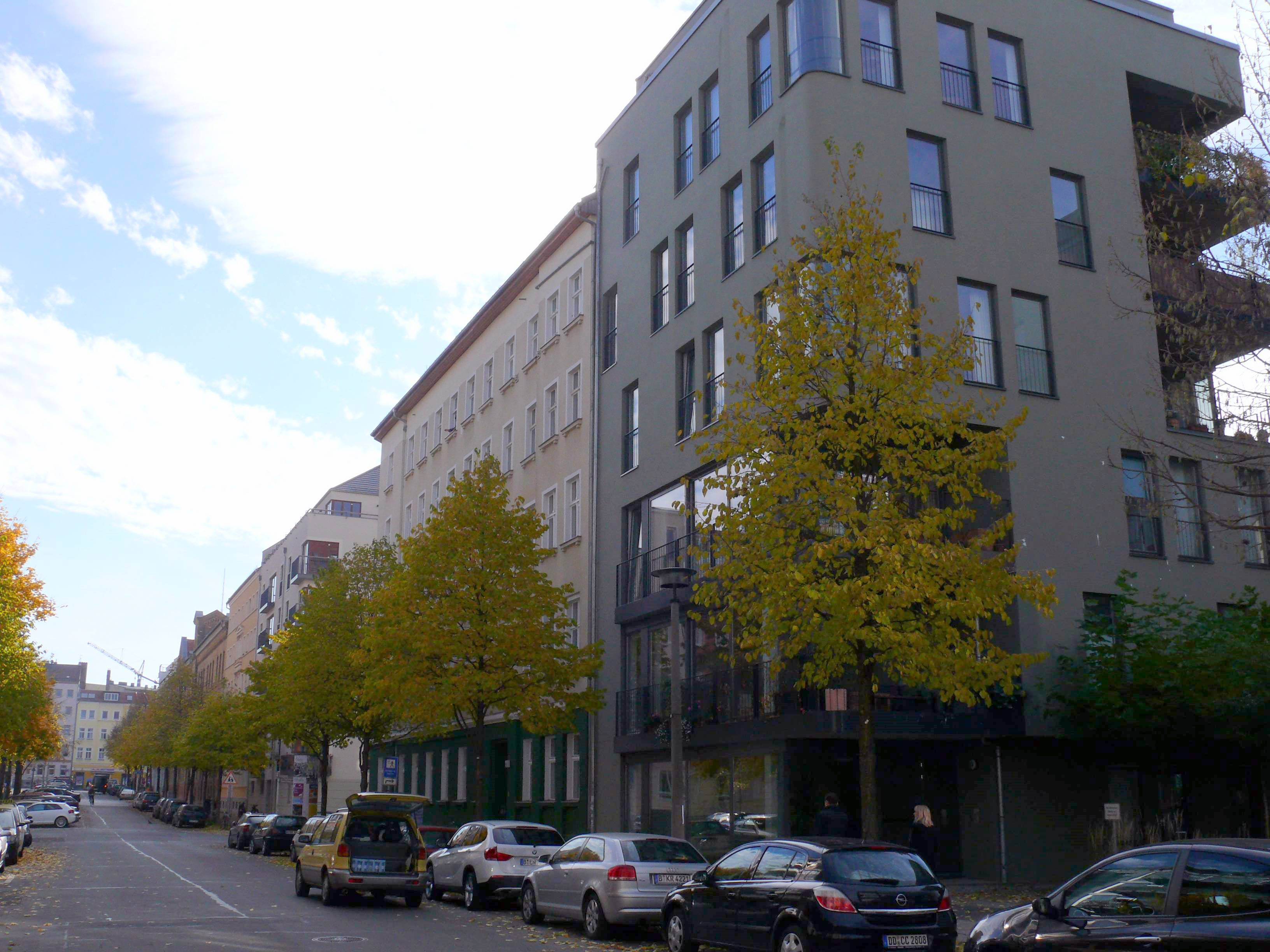
Höhe Schönholzer Straße, Richtung Süden

### Schönholzer Straße – Bernauer Straße
In diesem Abschnitt verlief in der Bernauer Straße die Berliner Mauer als Grenze zwischen dem Sowjetischen und dem Französischen Sektor.

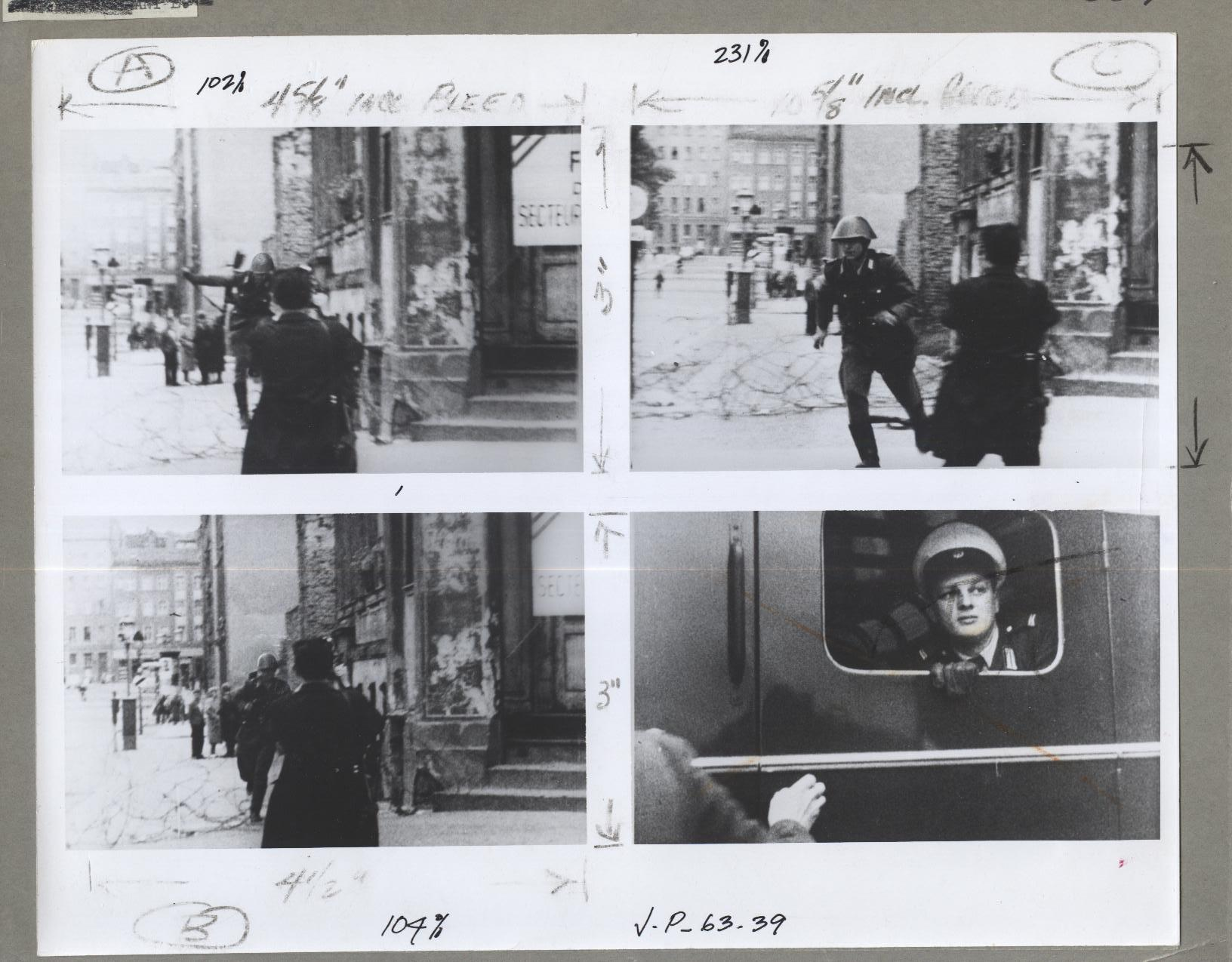
15. August 1961: Entstehung des Fotos Sprung in die Freiheit
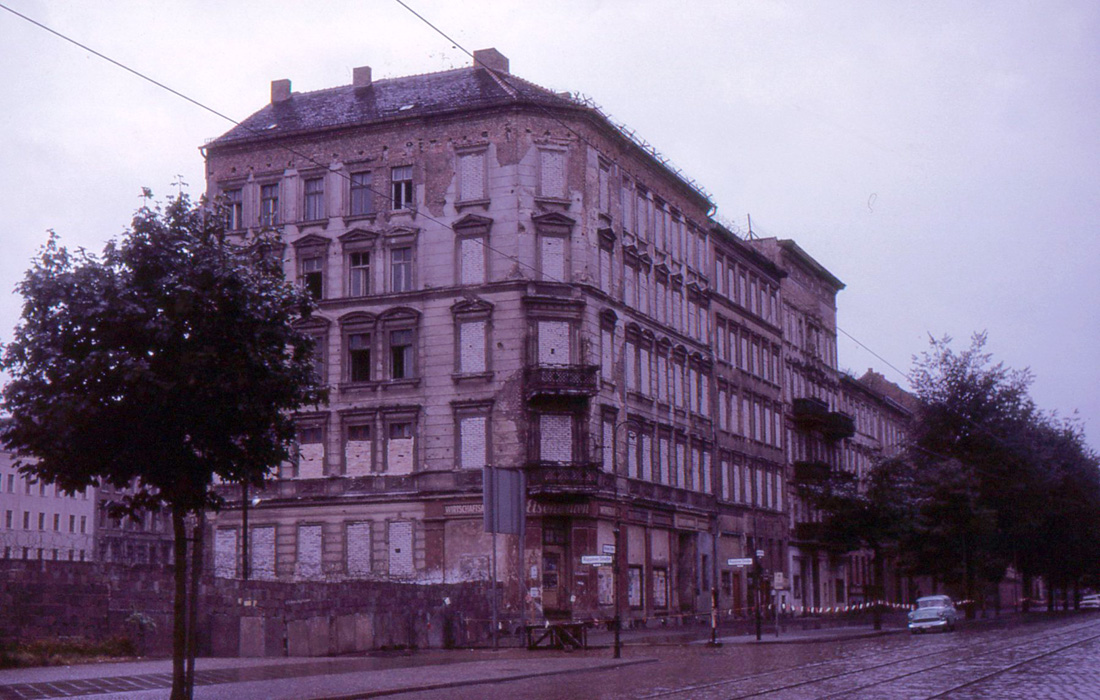
1963: Bernauer Straße, links im Bild die Ruppiner Straße